# ANO 2011
ANO 2011 (аббревиатура ANO совпадает со словом ano, означающим по-чешски Да) — чешское популисткое политическое движение.
Образовано в мае 2012 года, после трансформации гражданского объединения Акция недовольных граждан (чеш. Akce nespokojených občanů), созданного осенью 2011 года, в центристское политическое движение.

## История

### Основание
Гражданское движение было основано осенью 2011 года, миллиардером словацкого происхождения Андреем Бабишем, владельцем холдингового конгломерата Agrofert. Целями нового движения были заявлены поддержка нормального функционирования государства, борьба с коррупцией и критика действующих политических субъектов. В целом движение не придерживалось никакой конкретной идеологии, и использовало общественное недовольство серией политических скандалов в Чехии. Движение выступало за снижение налогов для предпринимателей, снижение тарифов на электроэнергию, помощь в трудоустройстве людей предпенсионного возраста и инвалидов. Также движение стремится зачистить полицию, прокуратуру и государственные надзорные органы от людей, связанных с политикой, а также намеревается увеличить финансирование науки в два раза. Председатель движения Андрей Бабиш также позиционировал себя как успешный управленец и бизнесмен, противопоставляя себя традиционным чешским политикам. Кроме того, тот в многочисленных предвыборных интервью старался преподнести себя как человека из народа, знакомого с его интересами и нуждами, несмотря на своё влиятельное состояние.

### Парламентские выборы 2013 и правительство Соботки
В марте 2013 года движение исключило год основания из своей аббревиатуры и с тех пор она является «ANO». Первыми же выборами, в которых приняло участие движение, стали досрочные парламентские выборы в октябре 2013 года. На них, движение получило 18,65 % голосов избирателей и 47 мандатов в Палате депутатов. В ходе избирательной кампании, движение подчеркивало свою новизну и аполитичность своих кандидатов в отличие от существующего истеблишмента. Например, широко использовался лозунг «Мы не политики. Мы работаем» (чеш. Nejsme politici. Makáme). Однако сама программа движения подверглась критике за расплывчатость и неконкретность. Поскольку движение было сформировано незадолго до парламентских выборов, программа движения не была завершена к началу избирательной кампании и дополнялась и менялась в ходе избирательной кампании.
По словам Андрея Бабиша, предвыборная кампания обошлась движению примерно в семьдесят миллионов крон. Среди крупнейших спонсоров движения были сам Андрей Бабиш (29,5 миллионов чешских крон), а также компании химической промышленности — «DEZA» (10 миллионов чешских крон), «Lovochemie» (6 миллионов чешских крон), «Precheza» (6 миллионов чешских крон), «Fatra» (3 миллиона чешских крон) и «Synthesia» (3 миллиона крон), принадлежащие все холдингу «Agrofert». Консалтинговая компания «Penn Schoen Berland» сыграла значительную роль в успехе движения на выборах. 
Накануне выборов в СМИ появилось сообщение о том, что второе лицо списка кандидатов движения в избирательном крае Высочина Милослав Бачяк скрыл своё прошлое, и что в армии он был политическим работником. Сам Бачак пообещал, что в случае своего избрания, сложит свой мандат. Милослав Бачак был избран и сложил свой депутатский мандат 19 ноября 2013 года. Позже Бабиш заявил, что Бачак был немедленно исключен из движения. На этих же выборах, среди лидеров избирательного списка в разных краях были и другие бывшие члены Коммунистической партии Чехословакии, а именно председатель движения Андрей Бабиш, журналист и писатель Мартин Комарек и предприниматель Йозеф Воздецкий. После выборов руководство движения утвердило так называемый этический кодекс депутата движения, который обязывал депутатов выполнять четыре пункта: первый пункт обязывал депутата консультироваться со своей фракцией по всем законопроектам; второй пункт запрещал покидать свою фракцию; третий пункт запрещал депутатам голосовать против решения принятым руководством фракции по серьёзным вопросам; четвёртый пункт обязывал ежемесячно жертвовать семь тысяч крон из своей зарплаты движению. За соблюдением кодекса следило руководство фракции, а депутатам, нарушающим этот кодекс, грозил штраф в размере до 52 000 крон. Однако, благодаря конституционно гарантированному свободному мандату депутатов, это юридически неисполнимая санкция.
В конце ноября движение начало переговоры о формировании нового правительства страны с партиями ČSSD и KDU-ČSL. Движение стремилось получить посты в министерстве финансов, внутренних дел и регионального развития, также пост заместителя председателя Палаты депутатов, посты председателей пяти парламентских комитетов и должности первых заместителей министра в других министерствах. После выборов Бабиш заявил, что может возглавить Министерство финансов, однако президент Милош Земан потребовал от всех кандидатов в министры «свидетельство о люстрации», которого у Бабиша не было, а из-за его дела в словацком суде по поводу его предполагаемого сотрудничества с Службы гобезопасности Чехословакии (StB), он не мог и не желал получать подобное свидетельство. Поэтому в ноябре 2013 года Бабиш стал отдавать предпочтение созданию должности вице-премьера по экономике, которую бы тот занял.
6 января 2014 года было подписано коалиционное соглашение по формированию нового правительства. Три партии имели большинство в палате депутатов (111 из 200 мандатов). Новое правительство состояло из семнадцати министров, в котором движение получило шесть мест. Андрей Бабиш стал первым вице-премьером и министром финансов, Мартин Стропницкий стал министром обороны, Вера Йоурова стала министром регионального развития, Рихард Брабец стал министром окружающей среды, Гелена Валкова стала министром юстиции, а Антонин Прахарж стал министром транспорта. После объявления кандидатов, экологи раскритиковали кандидатуру Рихарда Брабца, ранее работавшего в компании «Lovochemie», который по их мнению, будет тем самым продвигать интересы чешской химической промышленности. 29 января 2014 года, через девяносто пять дней после выборов, президент привёл к присяге новое правительство. Сделал он это после того, как коалиция обязалась обеспечить принятие нового закона о государственной службе, который, среди прочего, позволил бы Андрею Бабишу стать министром финансов даже без предоставления свидетельства о люстрации.

#### Выборы в Европейский парламент 2014 года
На выборах в Европейский парламент в 2014 году, движение сделало лидером своего списка бывшего дипломата и лоббиста Павла Теличку, который ранее был постоянным представителем Чехии при ЕС и возглавлял команду дипломатов во время проведения переговоров о вступлении Чехии в Европейский союз. На выборах движение заняло первое место по набранным голосам (16,3 %) и получили 4 мандата. Сразу после объявления результатов выборов Бабиш подтвердил, что они начнут переговоры о вступлении в европейскую фракцию Альянса либералов и демократов за Европу (ALDE) и о вступлении в европейскую партию Альянс либералов и демократов за Европу.

#### Разлад и споры в правительстве
Существование правительства во главе с председателем ČSSD Богуславом Соботкой сопровождалось конфликтами внутри правительства. В апреле 2014 года министра финансов Бабиша обвинили в конфликте интересов. В июне 2015 года Бабиш вступил в конфликт с депутатом от социал-демократов Ладиславом Шинцлом, который был вынужден решать премьер-министр Соботка. В 2016 году был принят новый закон о конфликте интересов членов правительства, следуя которому, в феврале 2017 года Андрей Бабиш создал два целевых фонда, которым передал во владение конгломерат Agrofert. Конфликт интересов был связан с тем, что министр финансов является одним из лиц, который перенаправляет финансовые средства европейских дотаций, которые шли в том числе и конгломерату. Весной 2017 года случился правительственный кризис из-за появления информации о том, что конгломерат скупил государственные облигации прибыль от которых не облагалась налогом. Появились требования об отставке Бабиша, в том числе и со стороны его коллег по правительству. Премьер-министр Соботка заявил, что в случае если Бабиш не уйдёт в отставку, то уйдёт в отставку сам и тем самым будет распущено целое правительство. 2 мая премьер заявил, что подаст в отставку, однако 5 мая на приёме у президента, на котором присутствовали журналисты, премьер заявил, что не уйдёт в отставку и что он выгоняет Бабиша из правительства. Тем самым, после смены на посту первого вице-премьера и министра финансов, правительство проработало до своего конца в октябре 2017 года.

### Парламентские выборы в 2017 году и правительства Бабиша
В конце октября прошли парламентские выборы на которых победило движение, набрав 29,64% действительных голосов и 78 мандатов из 200. Это стало ее крупнейшим успехом со дня основания. Лозунгом кампании было «Работать и не балаболить» (чеш. Makat a neblábolit). Накануне выборов движение атаковало социал-демократическую партию, обвинив его в подготовке «кражи лития» (так называемое литиевое дело: Иржи Гавличек, министр промышленности и торговли Чехии, и фирма «European Metals Holdings Ltd.» с официальной штаб-квартирой на Британских Виргинских островах подписали совместный меморандум о добыче и переработке литиевой руды в населённом пункте Циновец в районе Теплице в Устецком крае).
Согласно опросу портала «Hlídací pes», результаты которого также были опубликованы в немецкой прессе, во время парламентских выборов в октябре 2017 года, среди прочего, треть бывших сторонников и избирателей социал-демократов и четверть сторонников коммунистов  голосовали или стали поддерживать движение и Андрея Бабиша. 

## Результаты на выборах

### Выборы вПалату депутатов Парламента Чешской Республики
| Год  | Голоса    | Голоса    | Изменения | Изменения | Мандаты   | +/-     | Правительство | Примечания                                             |
| Год  | Голоса    | %         | Голоса    | %         | Мандаты   | +/-     | Правительство | Примечания                                             |
| ---- | --------- | --------- | --------- | --------- | --------- | ------- | ------------- | ------------------------------------------------------ |
| 2013 | 927 240   | Впервые   | 18,65     | Впервые   | 47 из 200 | Впервые | Да            | Коалиционное правительство с ČSSD и KDU-ČSL            |
| 2017 | 1 500 113 | ▲ 572 873 | 29,64     | ▲ 10,98   | 78 из 200 | ▲ 31    | Да            | Коалиционное правительство с ČSSD (при поддержке KSČM) |
| 2021 | 1 458 140 | ▼ 41 973  | 27,12     | ▼ 2,51    | 72 из 200 | ▼ 6     | Нет           | Оппозиция                                              |

### Выборы вЕвропейский парламент
| Год  | Голоса  | Голоса    | Изменения | Изменения | Мандаты | +/-     |
| Год  | Голоса  | %         | Голоса    | %         | Мандаты | +/-     |
| ---- | ------- | --------- | --------- | --------- | ------- | ------- |
| 2014 | 244 501 | Впервые   | 16,13     | Впервые   | 4 из 21 | Впервые |
| 2019 | 502 343 | ▲ 257 842 | 21,18     | ▲ 5,05    | 6 из 21 | ▲ 2     |
| 2024 | 776 158 | ▲ 273 815 | 26,14     | ▲ 4,96    | 7 из 21 | ▲ 1     |

### Президентские выборы
| Год  | Кандидат | Кандидат     | Первый тур | Первый тур | Первый тур | Второй тур | Второй тур | Второй тур |
| Год  | Кандидат | Кандидат     | Голоса     | %          | Результат  | Голоса     | %          | Результат  |
| ---- | -------- | ------------ | ---------- | ---------- | ---------- | ---------- | ---------- | ---------- |
| 2023 |          | Андрей Бабиш | 1 952 213  | 34,99      | Переход    | 2 400 046  | 41,67      | Проиграл   |

## Логотип партии
- Логотип партии (2012)
- Логотип партии (с 2012)